# Boos, Seine-Maritime
Boos är en kommun i departementet Seine-Maritime i regionen Normandie i norra Frankrike. Kommunen ligger i kantonen Boos som tillhör arrondissementet Rouen. År 2022 hade Boos 3 975 invånare.

## Befolkningsutveckling
Antalet invånare i kommunen Boos
| Referens: INSEE |